# Angulogavelinella
Angulogavelinella es un género de foraminífero bentónico de la subfamilia Gavelinellinae, de la familia Gavelinellidae, de la superfamilia Chilostomelloidea, del suborden Rotaliina y del orden Rotaliida. Su especie tipo es Discorbina gracilis. Su rango cronoestratigráfico abarca el Maastrichtiense (Cretácico superior).

## Clasificación
Angulogavelinella incluye a las siguientes especies:
- Angulogavelinella abudurbensis †
- Angulogavelinella ahuvae †
- Angulogavelinella angustiumbilicata †
- Angulogavelinella avnimelechi †
- Angulogavelinella bandata †
- Angulogavelinella bettenstaedti †
- Angulogavelinella gracilis †
- Angulogavelinella grodnensis †
- Angulogavelinella pugetensis †